# 고투몰
고투몰(GOTOMALL)는 대한민국의 서울특별시에 위치한 쇼핑 센터(지하상가)로, 고속터미널역 지하에 위치해 있어 강남터미널지하쇼핑몰라고도 한다. 면적은 약 31.566m2이다. 2020년 기준으로 620여개 점포가 있다. 소재지는 서울특별시 서초구 신반포로 지하 200에 위치하고 있다.

## 역사
1980년 강남터미널지하도상가 개발을 시작했으며, 2011년 주식회사 고투몰이 설립하였고, 2012년에 새롭게 단장하였다.

## 출구 방향
- G1 : 래미안 퍼스티지 아파트
- G2 : 경남아파트, 한신 신반포 3차 아파트
- G3 : 가톨릭대학교 서울성모병원
- G4 : 한신 신반포 6차 아파트, 반포쇼핑타운 1,2동
- G5 : 센트럴시티, 신세계면세점 강남점, 서울고속버스터미널(호남선·영동선)
- G6 : 한신 신반포 6차 아파트, 반포쇼핑타운 2,3동
- G7 : 서울 지하철 3호선 · 서울 지하철 7호선 고속터미널역 타는 곳
- G8-1 : 서울 지하철 9호선 고속터미널역 타는 곳 (반포동사거리)
- G8-2 : 서울 지하철 9호선 고속터미널역 타는 곳 (반원초등학교)
- G9 : 서울고속버스터미널(경부선·영동선)
- G10 : 한신 신반포 4차 아파트
- G11 : 올에이 수입상가
- G12 : 한신 신반포 4차 아파트
- G13 : 삼호가든 아파트
- G14 : 뉴코아아울렛
- G15 : 반포 자이 아파트
- G16 : 브라운스톤
- 통로 : 서울 지하철 7호선 반포역 타는 곳

## 연계역
- ● 수도권 전철 3호선 고속터미널역
- ● 서울 지하철 7호선 고속터미널역
- ● 서울 지하철 9호선 고속터미널역
- ● 서울 지하철 7호선 반포역